# 加拿大全國原住民日

加拿大的全國原住民日（英文：National Aboriginal Day；法文：Journée nationale des Autochtones）是加拿大為慶祝加拿大原住民文化，以及紀念原住民為加拿大的建設和作出的貢獻，的全國性慶祝日。
1996年，時任加拿大總督羅密歐·勒布朗（Roméo LeBlanc）宣佈，將每年的6月21日定為「全國原住民日」，選6月21日是因爲夏至對加拿大原住民是一很重要的日子。 在2001，西北地區議會把全國原住民日定爲西北地區的法定假日。
在2017，加拿大總理賈斯汀·杜魯多發表聲明承諾把全國原住民日重新命名爲National Indigenous Peoples Day（國家原住民日）。